# Döblitz (Triptis)
Döblitz ist ein Ortsteil der Stadt Triptis im Saale-Orla-Kreis in Thüringen.

## Geografie
Döblitz liegt direkt an der Orla und nahe westlich an der Bundesautobahn 9. Vom Stadtrand Triptis bis zum Ort sind auch nur etwa 700 Meter Entfernung. Einst war hier die Auf- und Abfahrt Triptis. Die Bundesstraße 281 wurde wegen des Verkehrsaufkommens durch Ortsumgehungen verlegt, so dass die Anschlussstelle der Autobahn nördlich von Döblitz liegt. Die Böden in der Orlaaue sind recht fruchtbar. Gen Norden gehen sie vor dem Wald in Buntsandsteinverwitterung über.

## Geschichte

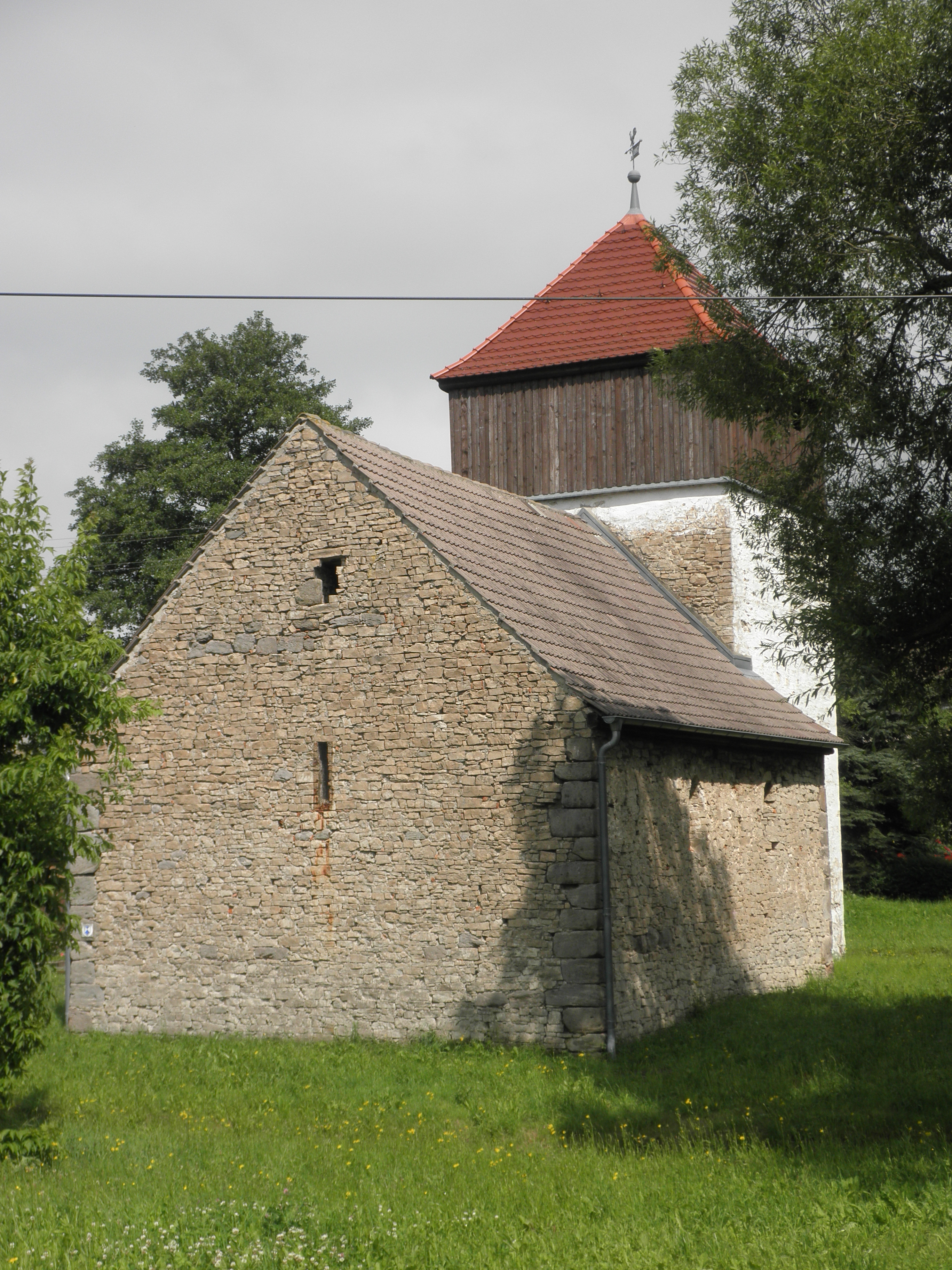
Wehrkirche in Döblitz, Aufnahme 2011

Die urkundliche Ersterwähnung erfolgte 1378.
Die Eingemeindung zu Triptis erfolgte am 1. Juli 1950.

## Sehenswürdigkeiten
Die Wehrkirche aus dem 13. Jahrhundert war einst von einer Wallanlage und zwei Gräben umgeben.